# Protium giganteum
Protium giganteum är en tvåhjärtbladig växtart som beskrevs av Adolf Engler. Protium giganteum ingår i släktet Protium och familjen Burseraceae. Utöver nominatformen finns också underarten P. g. crassifolium.